# Медник блідий
Медник блідий (Ptilotula penicillata) — вид горобцеподібних птахів родини медолюбових (Meliphagidae). Ендемік Австралії. Його природним середовищем існування є ліси помірного поясу, субтропічні та тропічні листяні ліси, савани та чагарники, а також сільські сади та міські парки. Постійний, немігруючий вид.

## Таксономія
Медник блідий описаний у 1837 році англійським орнітологом Джоном Гулдом як Ptilotis penicillatus. Видовий епітет penicillata походить від латинського слова penicillis, що означає «кінчик пензлика», що стосується білого шлейфа збоку шиї.
Тривалий час вважався частиною роду Lichenostomus. Вид перенесли до роду Ptilotula після того, як молекулярно-філогенетичний аналіз, опублікований у 2011 році, показав, що Lichenostomus був поліфілетичним.

## Підвиди
Виділяють 4 підвиди:
- P. p. penicillata (Gould, 1837) — у східно-центральній та південно-східній Австралії;
- P. p. leilavalensis (North, 1899) — у центральній та північній центральній Австралії;
- P. p. carteri (Campbell, AJ, 1899) — у центрально-західній Австралії;
- P. p. calconi (Mathews, 1912) — на північному заході Австралії.

## Опис
Довжина тіла 18 сантиметрів, вага 14-25 грам.

## Спосіб життя
Харчується в основному нектаром, членистоногими і плодами, рідко поїдає насіння. Будує чашеподібне гніздо на дереві чи кущі. Кладка складається з 2-3 яєць. Насиджує 14 днів. Пташенятам потрібно ще два тижні, щоб вилетіти з гнізда.